# 柬埔寨海南同乡会
柬埔寨海南同乡会（会馆），目前的柬埔寨海南同乡会是由柬埔寨琼人后裔于柬埔寨战争后再次成立，属于柬埔寨琼（海南）人的会馆，目前柬埔寨华人有祖籍海南者约3万人，会馆成立于1992年8月9日。1992年9月7日柬埔寨海南同乡会属下集成学校复课。

## 柬埔寨海南同乡会属下机构
教育：柬埔寨集成学校
文化：柬埔寨圣母宫
坟场：柬埔寨海南义地